# 天主教圣若泽杜斯坎普斯教区
天主教聖若澤杜斯坎普斯教區（拉丁語：Dioecesis Sancti Iosephi in Brasilia），是巴西一個天主教教區，位於聖保羅州東部，屬阿帕雷西達總教區。該教區的主教自2014年3月20日起為。
2004年有教友680,670人，佔總人口78.0%。有卅九個堂區、司鐸七十九人。

## 簡歷
教區成立於1981年1月30日，由教宗若望保祿二世在宗座憲令中宣布，其轄區包括了莫日達斯克魯濟斯教區和陶巴特教區的部分領土。